# 샤요 언덕

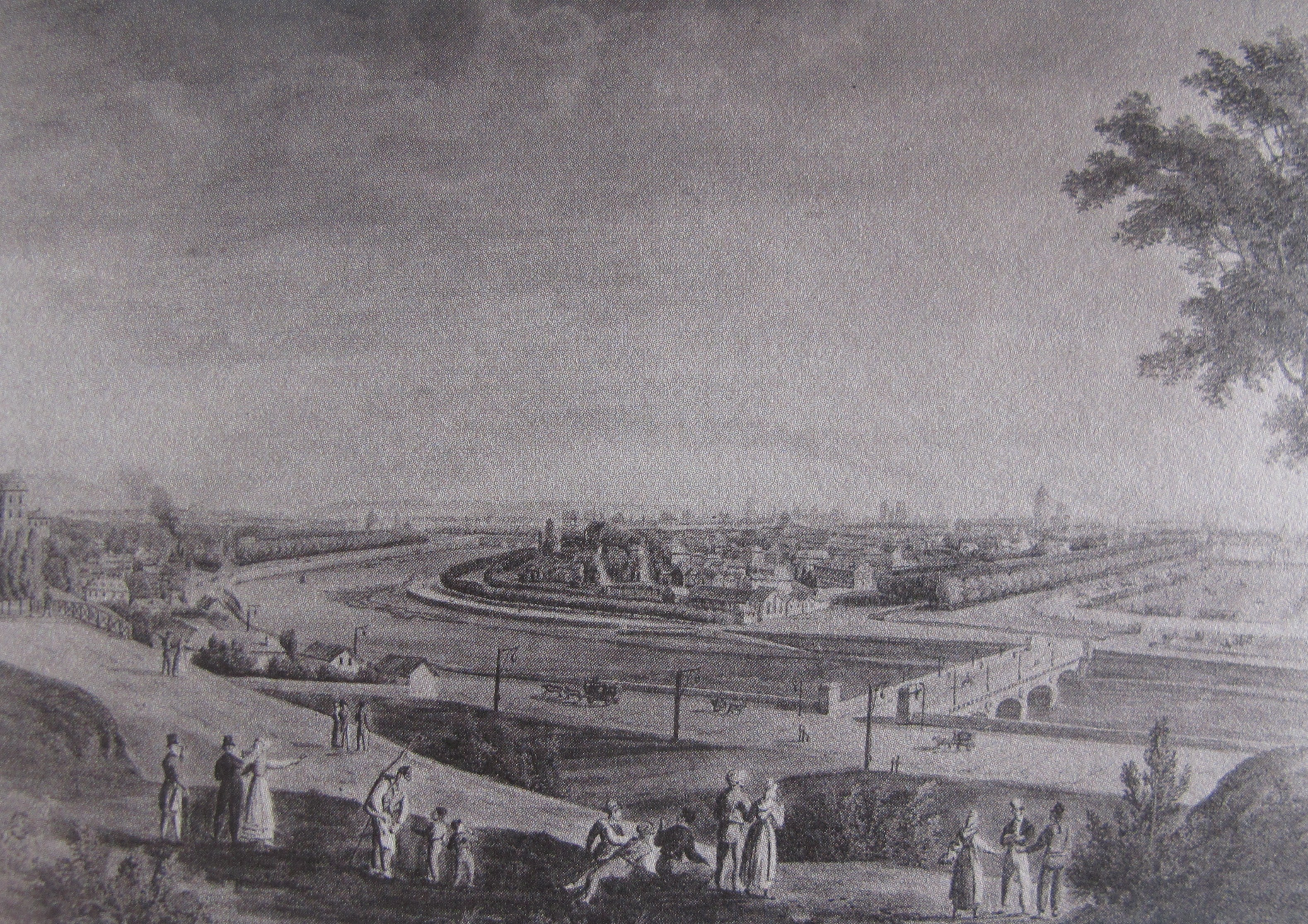
19세기 초 샤요 언덕에서 바라본 센강 좌안의 풍경

샤요 언덕(프랑스어: La colline de Chaillot)은 프랑스 파리 16구에 위치한 언덕으로, 현재는 트로카데로 광장과 샤요 궁이 위치해 있다. 언덕 아래로는 트로카데로 정원이 조성되어 있다.
과거 비지탕딘 드 샤요 수녀원과 샤요 궁을 거쳐 트로카데로성(1878년)이 자리해 있었으나 1937년 만국 박람회 개최 준비 과정에서 박람회장으로 조성된 샤요 궁에 자리를 내주었다.

## 지리

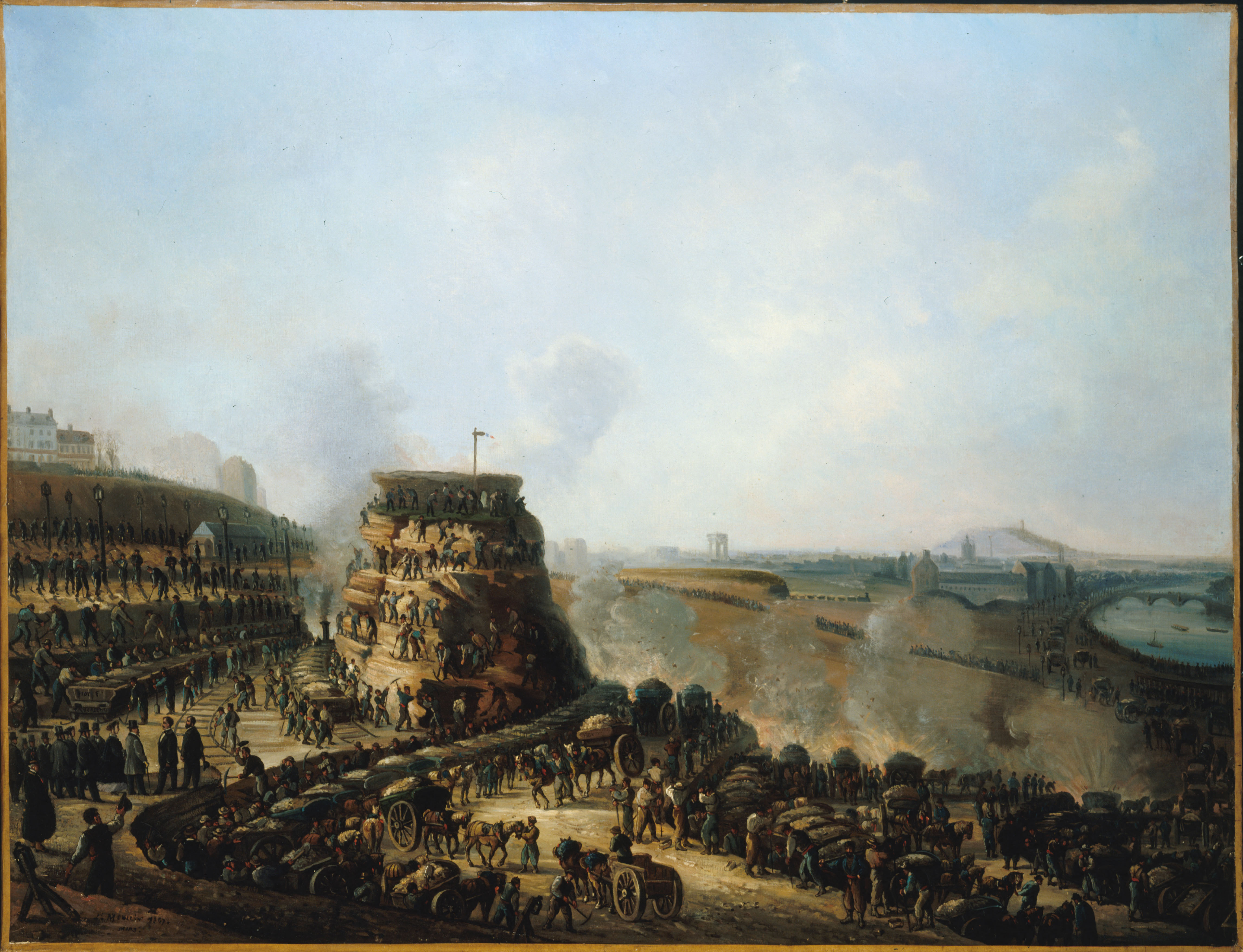
1867년 샤요 언덕의 평탄화 작업 현장을 방문한 나폴레옹 3세 황제와 외제니 황후. 카르나발레 박물관 소장.

샤요 언덕이란 파리 북서부 샹젤리제 거리 끝에서 라넬라그로(rue du Ranelagh)까지 약 3km 거리에 걸쳐 센강을 내려다보고 있는 20m 높이의 언덕들을 말한다. 파시(Passy)와 레이누아르로, 프랭클린로 일대에서 센강과 붙어 있는 채로 트로카데로 광장까지 이어지다 광장 북쪽으로는 샹젤리제 거리와 테르네지구(Quartier des Ternes)로 갈라진다.
샤요언덕 북부는 마르뵈프로(rue Marbeuf)와 콜리제로(rue du Colisée)를 따라 에투알 광장 일대까지 이어지며, 먼 옛날 센강의 수역에 해당되는 곳이기도 하다. 샤요언덕의 남쪽 끝은 라넬라그로 인근에 위치해 있으며 그 너머로는 충적지대로서 불로뉴 숲이 조성되어 있다.
샤요 언덕의 해발고도는 파시 일대 지역이 최대 70m에 달하며 19세기 초까지 방앗간이 들어서 있다가 지금은 공동묘지로 바뀌었다. 그 다음으로는 에투알 광장의 63m(후술할 평탄화 작업으로 3m 낮아짐), 빅토르위고 광장의 59m, 갈릴레로 일대 61m 등이며, 센강변으로 가면 32m, 강 수위 평균인 28m까지 낮아진다.
실질적으로 오늘날 파리 시민들과 관광객들이 샤요 언덕으로 인식하는 지역은 트로카데로 광장과 샤요 궁 일대의 고지대로 제한되어 있다. 이곳의 인권 광장에서는 언덕 아래 트로카데로 정원과 에펠탑, 마르스 광장 등의 풍경을 감상할 수 있다.

## 역사
일찍이 중세 말부터 파리에 거주하는 왕실과 귀족들이 유람지로 조성하였으며 오늘날처럼 시가지로 뒤덮이게 된 것은 19세기 말 본격적인 도시화가 이루어지면서부터였다. 당시 나폴레옹 1세는 훗날 왕위를 계승할 아들을 위해 거대한 궁전, 루아 드 롬궁 (palais du Roi de Rome)을 조성할 계획을 세웠다. 그러나 아들이 태어난 지 3년만에 프랑스 제1제국이 몰락하면서 나폴레옹의 야심찬 계획은 실현되지 못했다.
오늘날 트로카데로 광장을 비롯한 샤요 언덕의 북쪽 일대는 본래 샤요 (Chaillot)라고 하는 파리시와 독립된 교외지역이었으나 1659년 파리시에 통합되었다. 남쪽 일대 역시 파시라고 하는 별개의 코뮌에 속했으나 1860년 파리 확장으로 통합되었다.
19세기 말에 이르러 언덕을 평탄화하는 작업이 이뤄지면서 고도가 낮아졌으며, 1878년 트로카데로궁, 1937년 샤요 궁과 트로카데로 정원 등이 조성되며 기존의 언덕을 뒤덮게 되었다.

## 사진

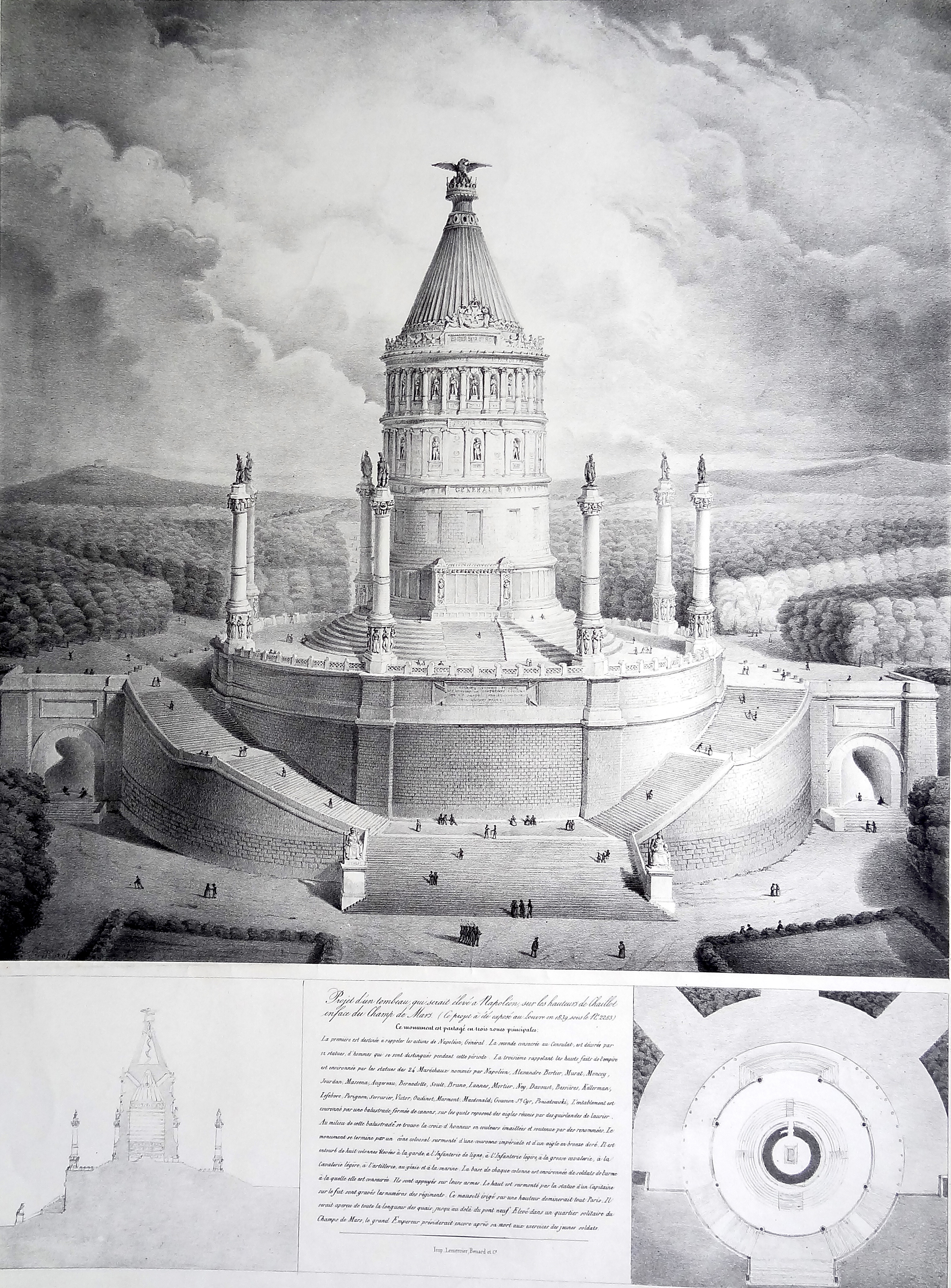
1839년 샤요 언덕의 나폴레옹 무덤 건설 계획
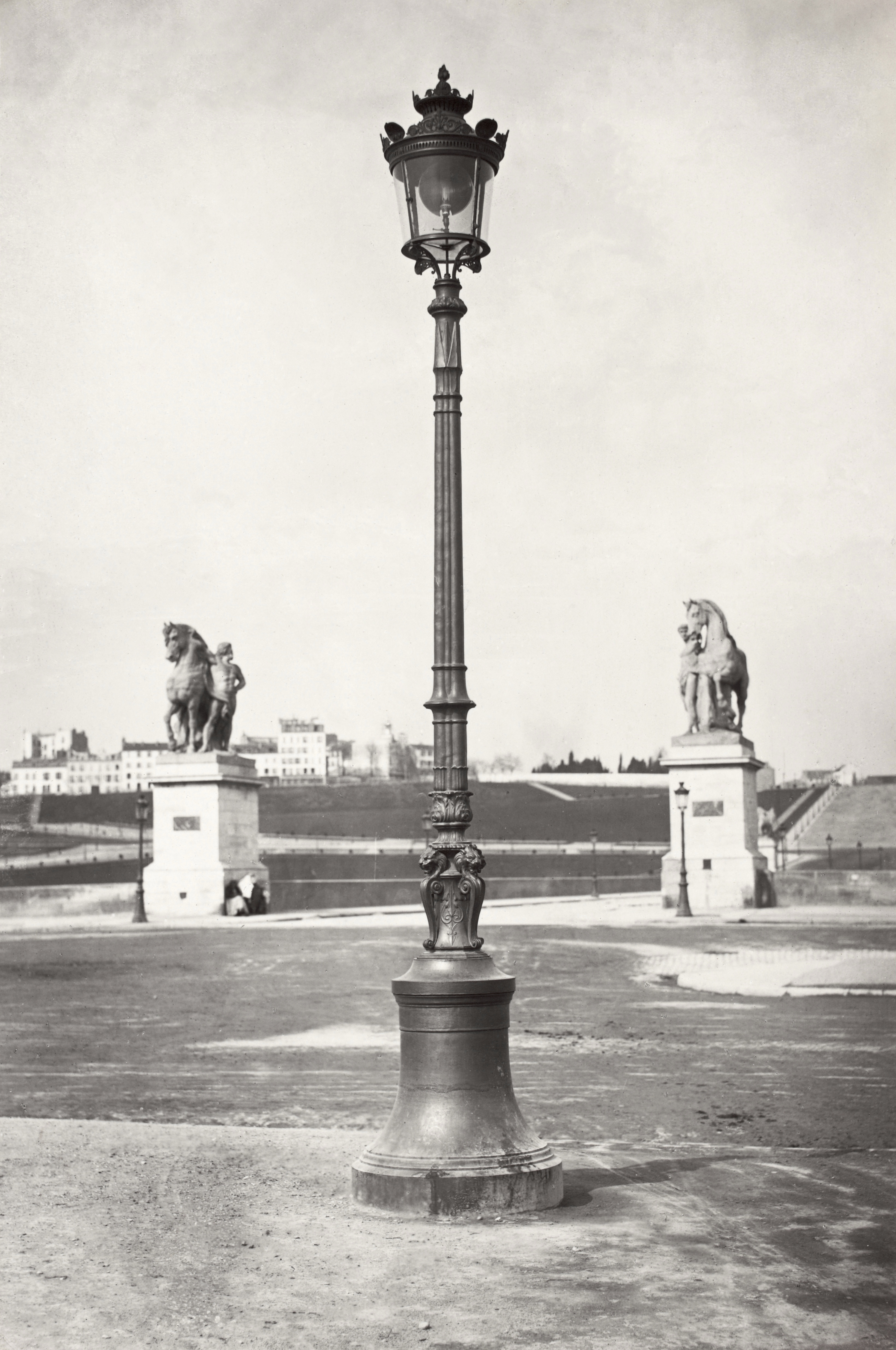
1878년 트로카데로궁이 지어지기 이전의 모습
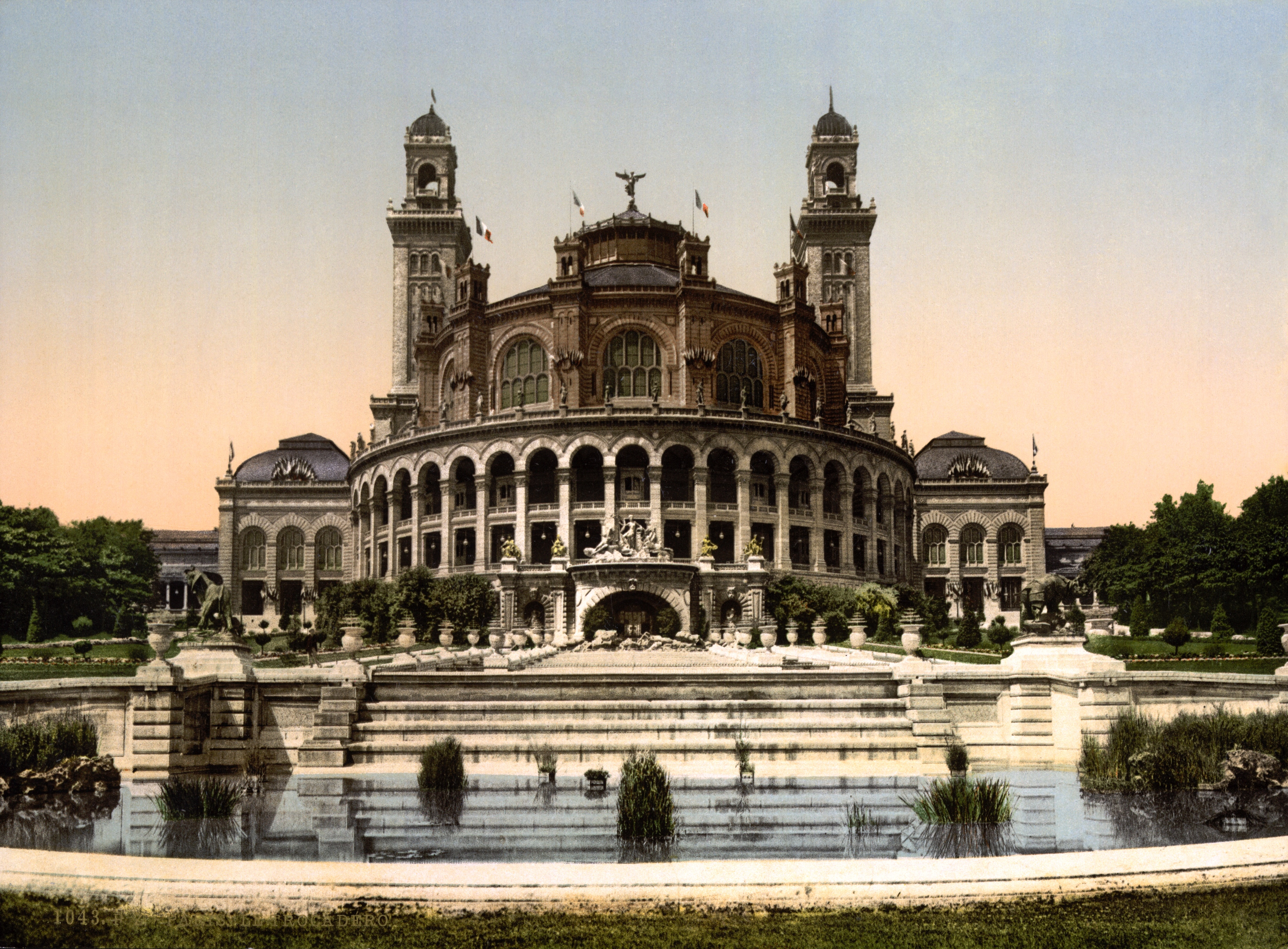
트로카데로 궁
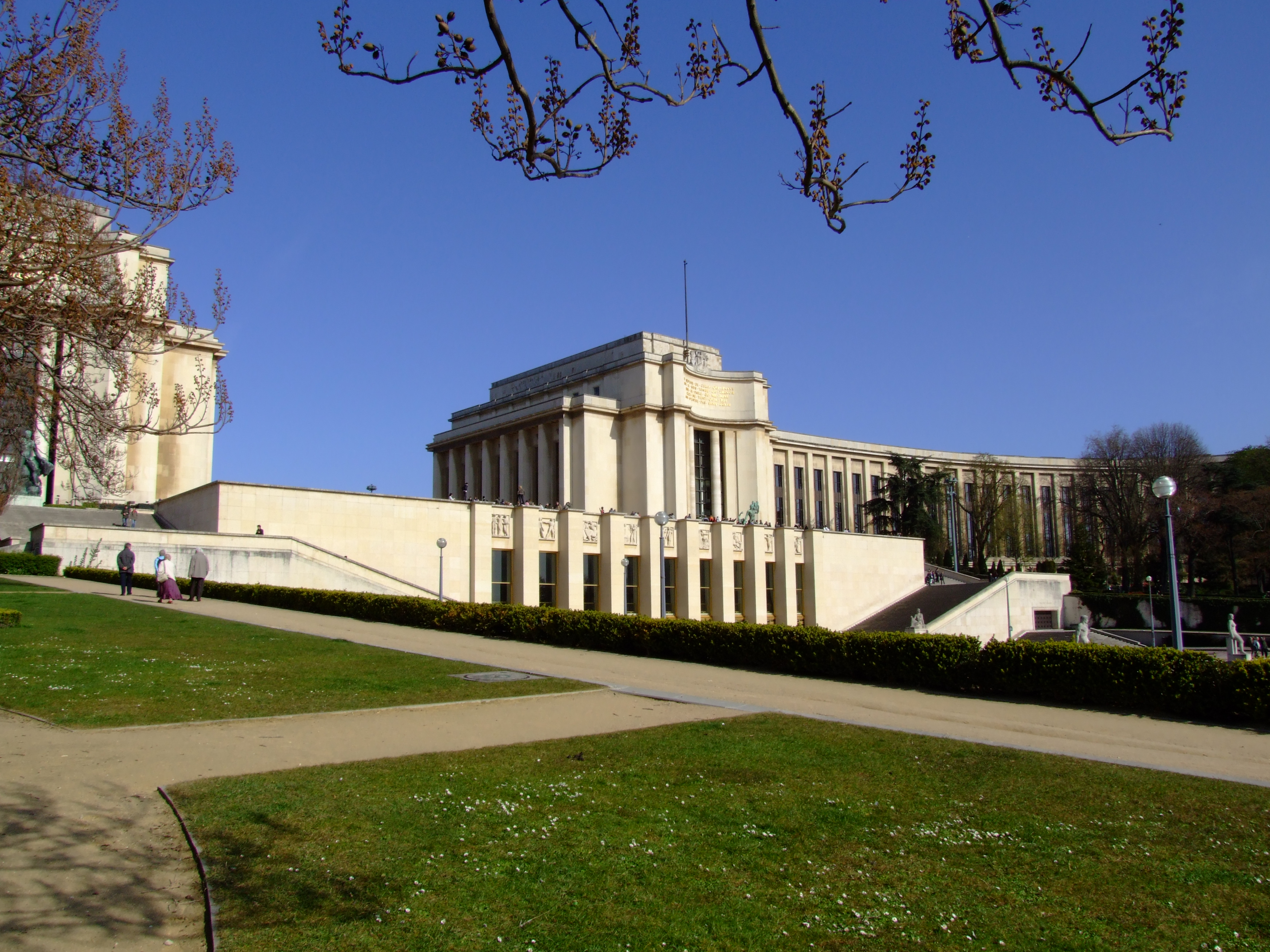
샤요 궁

## 관련 문헌
- Isabelle Gournay, Le Nouveau Trocadéro, Liège/Paris, Mardaga/IFA, 1985, 239 pages.
- Jacques Hillairet, La Colline de Chaillot, Paris, éditions de Minuit, 1978, 340 pages.
- Frédéric Seitz, Le Trocadéro : les métamorphoses d'une colline de Paris, Paris, Belin, 2005, 109 pages.
- Pascal Ory, Le Palais de Chaillot, Cité de l'architecture et du patrimoine, Aristeas / Actes Sud, 2006, 134 pages.